# Maja (Nada Kraigher)
Roman Maja slovenske pisateljice Nade Kraigher govori o mladenki, ki se zaljubi v homoseksualca in zapade v alkoholizem. 

## Zgodba
Maja je dekle iz delavske družine. Ker je bil njen oče kronični pijanec, je za njo vedno skrbela le mama Mara. Oče je, še preden je Maja odrasla, umrl. Njegova smrt je bila za mamo pravo olajšanje. V stanovanju, kjer pospravlja njena teta Cilka, sreča Bineta, moškega srednjih let, ki ji namenja veliko pozornosti. Na začetku ji je neprijetno, želi se ga znebiti, sčasoma pa se vanj zaljubi in zanosi. Domišlja si, da se bosta poročila, on pa se je vse bolj izogiba, pod pretvezo, da je na službenih potovanjih. Maja ga zasači, ko se v postelji zabava z moškim. Doživi psihični pretres, otroka, ki ga nosi, komaj rešijo. 
Za malčka, ki mu Maja da ime Tiče, mora skrbeti mama, saj Maji šok, ki ga je doživela, povzroči jetiko. V zdravilišču spozna Frenka, ki jo zapelje v alkoholizem. Ker preveč pije, jo naženejo domov. Mama je mnenja, da je alkoholizem podedovala po očetu. Maja se poskuša boriti proti alkoholu, a jo vedno znova spodnaša. Njena najboljša prijateljica Zdenka ji, v upanju, da ne bo pila, če se bo zamotila z delom, priskrbi službo v podjetju, kjer je zaposlena. Maja pa s slabo družbo še naprej pijančuje po beznicah. Vedno pije v družbi moških, da ji pijače ni treba naročati sami. Obtožena kraje, noč dvakrat preživi na policijski postaji. Prvič je le pogojno kaznovana, drugič pa ima opraviti s sodiščem. V času pogojne kazni spozna Mitjo, ki ji je v veliko oporo. Zelo rad ima tudi Tičeta. Ko je Maja z njim, ne pije. Na žalost pa na sodišču z odvetnico nista uspešni in mora v zapor. Tam je s pijačo v stiku še več, kot je bila prej, saj si njena sojetnica, ker je zaprta po krivem, bivanje lajša s pijačo, daje pa jo tudi Maji. 
Mama mora v službo, da imajo dovolj denarja za preživetje, Tička pa s sestro Cilko pošljeta k sorodnikom na kmete. Ko se Maja vrne iz zapora, mami krade denar za pijačo. Družbeno je zelo zaznamovana, saj je za žensko še bolj kot za moškega sramotno, če je alkoholik. Sploh ne gre na obisk k Tičku, ker noče, da bi jo videl v takem stanju. Tiče misli, da je še vedno v zdravilišču. Službe ji ne more priskrbeti niti patronažna sestra. Ker končno dojame, da smo v kritičnih življenjskih položajih vedno sami in da se mora tudi ona samostojno odločiti, ali bo vztrajala in zmagala ali pa bo dokončno propadla, se odloči za delo v tujini. Postane gospodinjska pomočnica v neki gostilni v okolici Dunaja. Na začetku skoraj obupa, vendar ji iz dneva v dan postaja lažje. Domov ne piše, dokler se ne bo popolnoma postavila na noge. Nekoč izgubi osebne dokumente in mama, ki jih dobi domov v pisemski ovojnici, je čisto iz sebe. Maja pa se počasi postavlja na noge, dobi tudi boljšo službo. Odloči se, da bo prihranila nekaj denarja, da bo lahko odšla obiskat domače in jim pokazala, kako se je spremenila.

## Kritika in literarna zgodovina
"Andrej Inkret v Naših Razgledih ugotavlja, da je Maja /../ od začetka do konca pravzaprav poučno ali vzgojno pisanje, po vzoru nekdanjih večerniških povesti,« in sicer je nauk Maje v tem, /../ da je alkohol zlo, ki ima sicer družbene korenine, njegove najbolj tragične žrtve pa so tisti posamezniki, ki jih je življenje udarilo po glavi (Maja najde svojega ljubimca v objemu z moškim), zaznamovala dednost (Majin oče je bil pijanec), zastrupilo okolje (Majo na sindikalnih zabavah naravnost opijajo: Maja se ne more rešiti stare pijanske druščine) in ki vrh tega nimajo, kajpada, ustrezne karakterne moči, s katero bi se lahko uprli strupeni omami«" (Lah 1998)
"Družbeno nesprejemanje »abnormalnih« spolnih oblik se je zrcalilo tudi v romanih. Vse prej kot pozitivnega opisa homoseksualnosti je bralec deležen v romanu Nade Kraigher Maja, izdanem leta 1971. Za homoseksualca se namreč izkaže Bine, fant glavne junakinje Maje. Bine je sprva prikazan kot zapeljivec, Maja z njim tudi zanosi, nato pa se je začne izogibati. Nekega dne ga Maja nepričakovano obišče v njegovem stanovanju, kjer v postelji poleg njega opazi še en »klobčič«. Takoj zatem se onesvesti, s čimer ji je prihranjeno »grozljivo« razkritje, da je njen Bine v resnici homoseksualec. To je za čustveno neuravnovešeno Majo preveč; nakoplje si jetiko in zaide v alkoholizem, iz katerega ne najde več izhoda. Kar se tiče homoseksualnosti, je sporočilo romana Nade Kraigher več kot očitno: istospolno usmerjeni moški so nekakšni goljufi, ki zapeljujejo ženske, jih izkoristijo in jim naredijo otroka, obenem pa kajpak prikrivajo svojo pravo spolno usmerjenost. Bralec bi glede na potek dogodkov pomislil tudi na to, da je pravzaprav Binetova homoseksualnost kriva za vso Majino nesrečo. Maja torej ni roman, ki bi prispeval k razbijanju stereotipnih in homofobičnih prepričanj." (Pirnar 2006)
"Nada Kraigher napiše roman Maja (1971) in se kot naslednja za Ingoličem posveti problemu
nezaželene nosečnosti. Spregovori tudi o alkoholizmu mladega dekleta, nasilju, prestopništvu,
homoseksualnosti (je prva avtorica, ki šokira s prikazom homoseksualnosti v slovenski
mladinski književnosti), poskusu samomora, prostituciji in detomoru. Čeprav leksikon
Slovenska književnost (1982) uvršča knjigo med pripovedno prozo za odrasle, Berta Golob v
delu Do zvezd in nazaj označi roman Maja kot knjigo za odraščajoče bralce, kar pomeni, da
knjiga sodi v mladinsko književnost (Golob 1995)." (Bednařik 2011)
"Maja je drugi roman (po Dokler živimo), katerega pripovedni tok ni grajen asociacijsko, ampak kontinuirano, brez večjih vsebinskih preskokov. Z Dokler živimo ga povezuje tretjeosebni pripovedovalec (ki nastopa samo še v romanu Ej, življenje). [...] Roman Maja kaže na idejni ravni izjemno podobnost z Govekarjevim romanom V krvi, ki ga prvenstveno določata naturalizem in moralizem (Nada Kraigher je bila nečakinja Lojzeta Kraigherja, slovenskega naturalističnega pisatelja). Naturalizem je v Maji zastopan na vseh treh determinoloških ravneh: glavno junakinjo Majo določajo dednost (njen oče je bil alkoholik), čas (splošnodružbeno poudarjanje materialnih vidikov), okolje (stroga mati, pijanska družba itd.). Najbolj je okrnjena prav svobodna volja glavne junakinje, ki jo zamejuje nujnost njenega postopnega propada. Za njeno življenje je usodna že ena ponesrečena mladostniška ljubezenska zveza, od katere naprej Maja ne zbere ne zadosti notranje moči ne zunanje podpore (z izjemo Mitje) za svobodno, avtonomno odločitev. Ključna podobnost z Govekarjevim romanom ni le naturalistična izpeljava propada mladega dekleta (pogost motiv v naturalistični književnosti), ampak - lahko bi se reklo - skorajda slovenska izpeljava, slovenska varianta naturalizma. Poleg determiniranosti in gole "eksperimentalne obdelave predmeta" slovenski pisci vključujejo tudi nujne moralističnodidaktične prvine. Osebe, ne le da so zapisane počasnemu propadu, njihov propad je kar se da moč klavern in opominjajoč (mati Govekarjeve glavne junakinje konča v močvirju). 
Roman Maja sodi v opus Kraigherjeve poleg romana Dokler živimo. Oba prinašata družbenoaktualno resnico sočasnega zgodovinskega trenutka in jo razvijeta v didaktično svarilo. V Maji moralizem sega na več področij: alkoholizem kot družbeno zlo (propad Maje, Frenka),  mladostne ljubezenske zveze, homoseksualnost (Maja ne zaloti fanta Bineta zgolj v drugem naročju, da je udarec še večji, je to naročje moško). [...] Pripovedni slog je tako kot v romanu Dokler živimo prilagojen tematiki in bralcem: zaznamuje ga poljuden realistični izraz in besedišče. 
Maja je šibka in nedozorela osebnost, podvržena slabim vplivom okolja. Njen osebnostni razvoj poteka normalno do dekliških let, ko vzpostavi prvo ljubezensko razmerje - z Binetom. Ko jo ta zapusti, Maja, kljub otroku, ne zmore več koraka naprej. Prične se zapijati in z njenim življenjem gre le še navzdol. Njene značajske lastnosti določajo preteklost in okolje in dednost. Po materinih besedah, naj bi jo zaznamoval že oče, ki je ravno tako bil alkoholik. Od začetne optimistične odraščajoče ženske postaja skozi roman duševna razvalina, ki tudi sama išče izgovore v polpreteklih dogodkih. Tudi ostale osebe so oblikovane bolj ali manj stereotipno, v skladu s potrebami didaktične sporočilnosti, ki je odločilno merilo pri oblikovanju oseb. Tako ponazarja alkoholizem še druščina Majinih pivskih tovarišev (med njimi najizrazitejši Frenk)." (Lah 1998)